# Цзінгу-Дай-Їський автономний повіт
23°30′02″ пн. ш. 100°42′16″ сх. д. / 23.50069° пн. ш. 100.70433° сх. д.
Цзінгу-Дай-Їський автономний повіт (кит. 景谷傣族彝族自治县, пін. Jĭnggŭ Dăizú Yízú Zìzhìxiàn) — один із повітів КНР у складі префектури Пуер, провінція Юньнань. Адміністративний центр — містечко Вейюань.

## Географія
Цзінгу-Дай-Їський автономний повіт лежить на висоті близько 920 метрів над рівнем моря на заході Юньнань-Гуйчжоуського плато.

### Клімат
Повіт знаходиться у зоні, котра характеризується вологим субтропічним кліматом. Найтепліший місяць — червень із середньою температурою 25,2 °C. Найхолодніший місяць — січень, із середньою температурою 13,5 °С.
| Клімат повіту Цзінгу-Дай-Ї | Клімат повіту Цзінгу-Дай-Ї | Клімат повіту Цзінгу-Дай-Ї | Клімат повіту Цзінгу-Дай-Ї | Клімат повіту Цзінгу-Дай-Ї | Клімат повіту Цзінгу-Дай-Ї | Клімат повіту Цзінгу-Дай-Ї | Клімат повіту Цзінгу-Дай-Ї | Клімат повіту Цзінгу-Дай-Ї | Клімат повіту Цзінгу-Дай-Ї | Клімат повіту Цзінгу-Дай-Ї | Клімат повіту Цзінгу-Дай-Ї | Клімат повіту Цзінгу-Дай-Ї | Клімат повіту Цзінгу-Дай-Ї |
| Показник                   | Січ.                       | Лют.                       | Бер.                       | Квіт.                      | Трав.                      | Черв.                      | Лип.                       | Серп.                      | Вер.                       | Жовт.                      | Лист.                      | Груд.                      | Рік                        |
| Середній максимум, °C      | 24                         | 26,5                       | 29,7                       | 31,6                       | 31,7                       | 30,9                       | 29,9                       | 30,3                       | 29,7                       | 28                         | 25,2                       | 22,8                       | 28,4                       |
| Середня температура, °C    | 13,5                       | 15,8                       | 19,3                       | 22,2                       | 24,3                       | 25,2                       | 24,6                       | 24,6                       | 23,6                       | 21,6                       | 17,5                       | 14                         | 20,5                       |
| Середній мінімум, °C       | 7,7                        | 8,4                        | 11,5                       | 15,3                       | 19                         | 21,6                       | 21,7                       | 21,5                       | 20,4                       | 18,4                       | 13,9                       | 10,1                       | 15,8                       |
| Норма опадів, мм           | 12.9                       | 16.4                       | 19.1                       | 41                         | 118.7                      | 180.6                      | 302.9                      | 254.3                      | 162.4                      | 128.6                      | 65.3                       | 18                         | 1320.2                     |
| Вологість повітря, %       | 78                         | 68                         | 62                         | 64                         | 70                         | 79                         | 84                         | 83                         | 83                         | 83                         | 84                         | 83                         | 76.8                       |
| -------------------------- | -------------------------- | -------------------------- | -------------------------- | -------------------------- | -------------------------- | -------------------------- | -------------------------- | -------------------------- | -------------------------- | -------------------------- | -------------------------- | -------------------------- | -------------------------- |
| Джерело: data.cma.cn       |                            |                            |                            |                            |                            |                            |                            |                            |                            |                            |                            |                            |                            |